# The Fair Haired Child
The Fair Haired Child is een korte horrorfilm van regisseur William Malone uit 2006. Deze vormt het negende deel uit de eerste serie van de filmreeks Masters of Horror.

## Verhaal
Een busje schept Tara wanneer ze van school naar huis fietst. De man achter het stuur - Anton - stapt uit, verdooft haar en neemt haar mee naar zijn huis. Daar sluiten zijn vrouw Judith en hij haar op in de kelder. Hier ontdekt ze Johnny, terwijl die zichzelf probeert te verhangen in een strop. Tara voorkomt dat hem dit lukt. Johnny's schichtige gedrag neemt af wanneer hij merkt dat Tara vriendelijk tegen hem is. Hij stelt zich voor door zijn naam voor haar in het stof te schrijven. Praten kan hij niet.
De twee vinden een deur in de kelder met daarachter een tweede kamer. Binnen bevindt zich een badkuip met bloedvlekken erin en liggen er verschillende rugzakken. De identiteitsbewijzen die hierin zitten, wijzen erop dat Anton en Judith al meer kinderen ontvoerd hebben. Dan begint de kelder te trillen. Johnny verandert. Hij is niet langer een tienerjongen, maar een demonisch wezen met klauwen, een onmenselijk formaat hoofd en grote holle ogen. Hij begint bloeddorstig op Tara te jagen, maar die vindt op tijd een veilig heenkomen. Daar komt ze pas weer uit tevoorschijn wanneer Johnny weer zijn normale, menselijke zelf is.
Johnny maakt Tara met woorden in het stof duidelijk wat er aan de hand is. Hij is twaalf jaar eerder verdronken. Zijn ouders riepen daarop een demoon aan om hem terug te halen. Hun wens kwam uit, maar daar stond wel iets tegenover. In de twaalf jaar na zijn opstanding moet Johnny twaalf kinderen vermoorden, ieder jaar op zijn verjaardag een. Daarna wordt hij pas weer helemaal menselijk. Tara is beoogd slachtoffer nummer twaalf en daarmee de laatste. Johnny wil alleen helemaal geen moorden plegen. Zijn ouders hebben die prijs ervoor over; hij niet. Tara wil hij al helemaal niets aandoen. Zij is aardig tegen hem. Wanneer hij verandert in zijn demonische alter ego, heeft hij alleen geen enkele controle over zijn acties.
Wanneer de kelder weer begint te trillen, omhelst Tara Johnny. Hij verandert en zodra zijn demonische kant weer de overhand heeft, verscheurt hij haar. Tara laat Johnny niettemin een boodschap na op een krant die in de kelder lag, waarop ze in haar eigen bloed heeft geschreven dat ze hem vergeeft. Johnny's ouders vinden die wanneer ze hem komen halen om zijn herrijzenis af te ronden. Hij is weer de jongen die hij ooit was.
Terwijl zijn ouders muziek maken, kijkt Johnny naar een tekening die Tara bij zich had in haar rugzak. Dan begint hij te praten. Hij vertelt zijn ouders dat hij altijd jaloers was op hun talent om muziekinstrumenten te bespelen. Hij laat ze weten dat hij inmiddels zelf ook een talent heeft ontdekt: onderhandelen. Waar het hen twaalf gedode kinderen kostte om een overleden persoon terug te halen, kan hij hetzelfde doen voor twee doden. Bovendien hoeven dat geen kinderen te zijn. Daarop springt Tara in eenzelfde demonische verschijning als hijzelf eerder was door het raam en doodt ze Anton en Judith.
Tara ontwaakt later weer helemaal als zichzelf in een bed. Wanneer ze het huis inloopt, komt ze daar Johnny tegen. Ze kent hem niet meer. Ze stellen zichzelf daarom opnieuw aan elkaar voor. Johnny legt haar uit dat hij haar een injectie heeft gegeven. Daardoor duurt het even voor ze zich alles weer herinnert, zodat alles beter te bevatten is. Tara vertrouwt hem en gaat met hem de tuin in.

## Rolverdeling
- Lori Petty - Judith
- William Samples - Anton
- Lindsay Pulsipher - Tara
- Jesse Haddock - Johnny